# Marcelo Galvão
Marcelo Silva Galvão (Rio de Janeiro, 11 de dezembro de 1973) é um cineasta, roteirista, produtor e diretor cinematográfico brasileiro. 

## Biografia
Formou-se em Publicidade e Propaganda pela FAAP em São Paulo e começou sua carreira como redator publicitário ainda na faculdade. Passou pelo departamento de criação de diversas grandes agências (como J. W. Thompson, AlmapBBDO e BBDO/NY), ganhando experiência e conquistando muitos prêmios como criativo.
Em 1999, foi morar em New York onde estudou cinema na New York Film Academy e tornou-se diretor e roteirista de cinema. Ao voltar ao Brasil, trabalhou como diretor em diversas produtoras reconhecidas no mercado como Espiral, TV Zero, Movie Art, Republica, Ioiô e O2 (uma das maiores produtoras da América Latina).
Em 2001, Marcelo Galvão criou a Gatacine, produtora sediada em São Paulo especializada em cinema, conteúdo para TV e publicidade. Desde então, já fez nove longas-metragens (entre outras produções), incluindo O Matador, o primeiro original Netflix brasileiro: 
- Fourth Grade (2021)
- Três Vidas e Um Sonho (2021)
- O Matador (2017)
- A Despedida (2014)
- Colegas (2011)
- La Riña - Rinha, o Filme (2009)
- Bellini e o Demônio (2008)
- Lado B: Como Fazer um Longa Sem Grana no Brasil (2007)
- Quarta B (2005)

Dentro do cinema, Marcelo Galvão coleciona mais de 50 prêmios em importantes festivais nacionais e internacionais. 
Na área de publicidade, dirigiu comerciais para grandes anunciantes como Unilever, Nike, Procter & Gamble, Fiat, Panasonic, Johnson & Johnson, entre muitas outras marcas líderes de mercado, vencendo inúmeros prêmios em festivais de cinema e publicidade por sua abordagem criativa. 
Além disso, produziu diversos conteúdos virais para a internet, vários deles com mais de 1 milhão de visualizações, incluindo a famosa campanha do #VEMSEANPENN, na qual escreveu, dirigiu, produziu e montou um vídeo sobre o sonho de Ariel, um ator de cinema com síndrome de Down que desejava conhecer o astro Sean Penn. O vídeo teve mais de 1 milhão de views três dias após seu lançamento no Youtube e foi o sexto vídeo mais compartilhado do mundo na ocasião.  

## Prémios
Melhor Filme; Melhor Diretor; Melhor Roteirista; e Melhor Editor
- O Matador (longa-metragem e primeiro Original Netflix brasileiro): Melhor Fotografia e Melhor Trilha Sonora (Festival de Gramado)
- A Despedida (longa-metragem): Melhor Diretor (Festival de Gramado), Melhor Diretor (Festival Internacional de Cine de Las Tres Fronteras - Argentina)
- Colegas (longa-metragem): Festival de Cinema de Gramado (Melhor Longa-Metragem Brasileiro); Mostra Internacional de Cinema de São Paulo (Prêmio de Público, Melhor Filme Brasileiro; Troféu Juventude, Melhor Filme Brasileiro); International Disability Film Festival Breaking Down Barriers (Melhor Filme - Rússia); Festival de Cinema Latino Americano di Triste (Melhor Filme - Prêmio do Público - Itália); FESTin - Festival de Cinema Itinerante da Língua Portuguesa (Melhor Filme - Prêmio do Público; Menção Honrosa do Júri - Portugal); Brazilian Film Festival of New York (Melhor Filme - Prêmio de Público - EUA); Diva Film Festival (Melhor Direção); Los Angeles Brazilian Film Festival (Melhor Diretor - EUA); Brazilian Film & TV Festival of Toronto (Melhor Diretor - Canadá); Festival de Anápolis (Melhor Direção, Melhor Roteiro e Melhor Edição); Prêmio Jovem Brasileiro (Prêmio Jovem Brasileiro na categoria Entretenimento/Cinema - Brasil); Festival de Cinema de Paulínia (Melhor Roteiro - Brasil)
- Ouija (curta-metragem): Melhor Direção, Melhor Roteiro, Melhor Edição e Menção Honrosa na Mostra Sesi de Cinema (Brasil)
- Rinha (longa-metragem): Bronze Palm Award no Mexico International Film Festival (México)
- Quarta B: Melhor Filme na Mostra Internacional de Cinema de São Paulo - júri popular (Brasil) e Melhor Filme no Hollyweed International Film Festival (Chile).